# رقصنده و دزد
رقصنده و دزد (انگلیسی: The Dancer and the Thief) با نام اصلی رقص پیروزی (اسپانیایی: El baile de la victoria‎) یک فیلم درام به کارگردانی فرناندو تروئبا است که در سال ۲۰۰۹ منتشر شد. این فیلم نمایندهٔ کشور اسپانیا جهت رقابت برای کسب جایزه اسکار بهترین فیلم بین‌المللی در هشتاد و دومین دوره جوایز اسکار بود که البته به فهرستِ نهاییِ منتخبان راه نیافت. این فیلم همچنین در سال ۲۰۱۰ در ۹ رشته نامزد دریافت جایزهٔ گویا شد. از بازیگران آن می‌توان به ریکاردو دارین، میراندا بودنهوفر، خولیو یونگ و آریانا خیل اشاره کرد.